# Abattoirs de Grenelle
Les abattoirs de Grenelle, également appelés abattoirs des Invalides, ou abattoirs de Vaugirard,  étaient l'un des cinq abattoirs créés par Napoléon Ier en remplacement des nombreuses tueries présentes dans Paris.

## Situation
Les abattoirs de Grenelle étaient situés dans la plaine de Grenelle, près de la barrière de Sèvres. L'établissement occupait un hexagone situé du côté des numéros pairs de l'avenue de Breteuil, la demi-lune de la place de Breteuil, avenue de Saxe, rue Pérignon, rue Bellart et rue Barthélemy,.

## Historique
La création des abattoirs de Grenelle se fait par décret du 9 février 1810. En remplacement des nombreuses tueries présentes à l'intérieur de Paris, pour des raisons sanitaires, Napoléon décide de créer cinq tueries à l'extérieur de Paris : trois sur la rive droite de la Seine et deux sur la rive gauche.
Commencés le 25 mars 1810, ils sont terminés en 1818 et à partir du 15 septembre de la même année, il est interdit de conduire les bestiaux à l'intérieur de Paris. 
Construits par Guy de Gisors et Alexandre Du Bois, M. Thurmeau en étant l'architecte-inspecteur, les abattoirs de Grenelle se composent de 15 corps de bâtiments organisés autour de plusieurs cours et comprennent 48 échaudoirs. L'entrée, encadrée par deux pavillons, se trouve sur la place de Breteuil.
La cour principale, en quinconce, est plantée de tilleuls.
La surface totale de l'abattoir est de 32 170 m2. Il y a 1 207 m de tuyaux qui conduisent aux 174 robinets nécessaires.
La construction de l'abattoir coûte à la ville de Paris 3 196 736 francs de l'époque.
Au centre de la cour principale, Louis-Georges Mulot construit le puits artésien de Grenelle.
Après sa fermeture en 1899, les bâtiments sont alors démolis et plusieurs rues sont tracées à son emplacement (rue Bouchut, rue Valentin-Haüy, rue César-Franck, rue Rosa-Bonheur et place Georges-Mulot).